# Bideford
Bideford es una ciudad portuaria situada en el distrito de Torridge en el suroeste de Inglaterra. Se localiza cerca del estuario del río Torridge y es la capital de su distrito.

## Historia

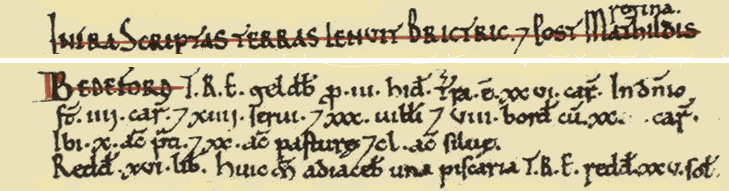
Entrada correspondiente a Bideford en el libro Domesday, un registro o censo elaborado en el año 1086 para Inglaterra.

El topónimo Bideford deriva de la expresión «by the ford» —cuya traducción sería «junto al vado»— que hace referencia a su situación junto a un paso que permitía el cruce del río.
El nombre evolucionó con el tiempo: «Bedeford», «Budiford», «Bydiford» hasta la forma actual de Bideford.
La población de Bideford se remonta, como mínimo, al periodo anglosajón ya que sus datos principales fueron incluidos dentro del censo —denominado Domesday— elaborado por los conquistadores normandos en 1086. En la villa vivían entonces 52 familias, lo que supone 260 habitantes aproximadamente. Esta, en principio, reducida cantidad, no lo era en comparación con el resto de Inglaterra y Bideford resultaba ser una localidad con más población que la media. Su actividad económica se centraba en la agricultura, ganadería y pesca.
Sobre el antiguo vado se construyó sobre el 1280 un puente de madera el cual fue sustituido siglos más tarde por uno de piedra.
En los inicios del siglo XV ya se menciona un muelle en la población que experimentó aumentos y mejoras gracias un boyante sector astillero.
Con la colonización de América, la ciudad ganó en importancia durante el siglo XVI impulsada por el comercio con el Nuevo Mundo. Se convirtió entonces en tercer puerto más grande de Inglaterra.
En 1881 el parlamento británico retiró a Bideford la categoría de puerto oficial. Desde ese momento los líderes de la ciudad lucharon para recuperarlo y en 1928, tras una reunión con Wiston Churchil, a la sazón ministro del Tesoro, lo consiguieron. La ciudad lo festejó por todo lo alto y uno de los armadores donó a la villa una reproducción en plata de un barco. Esta pieza, realizada en 1750, se exhibe todavía en los actos importantes que organiza el Ayuntamiento.

## Territorio
El territorio de Bideford abarca una superficie de 1595 ha. La localidad en sí ocupa unas 46 ha. Tiene una densidad de población superior al resto de Inglaterra: 1041 habitantes/km² frente a 410 hab/km².
El casco urbano se compone principalmente de casas unifamiliares o adosadas en las que viven el 83% de las familias, algo superior al resto de Inglaterra donde este porcentaje supone el 78%.
El término de Bideford se encuentra dividido en dos partes de tamaño similar separadas por el río Torridge. Limita con las siguientes poblaciones:
| Noroeste: Abbotsham                     | Norte: Northam, Westleigh y Horwood, Lovacott y Newton Tracey | Noreste: Horwood, Lovacott y Newton Tracey |
| Oeste: Abbotsham, Alwington y Littleham |                                                               | Este: Alverdiscott                         |
| Suroeste Littleham                      | Sur: Littleham y Weare Giffard                                | Sureste: Huntshaw                          |

La localidad está situada en un territorio con clima oceánico caracterizado por temperaturas suaves con moderada oscilación térmica anual así como abundantes lluvias. Los datos medios registrados en la cercana estación meteorológica de Chivenor (Braunton) son los siguientes:
| Parámetros climáticos promedio de estación de Chivenor (Braunton) | Parámetros climáticos promedio de estación de Chivenor (Braunton) | Parámetros climáticos promedio de estación de Chivenor (Braunton) | Parámetros climáticos promedio de estación de Chivenor (Braunton) | Parámetros climáticos promedio de estación de Chivenor (Braunton) | Parámetros climáticos promedio de estación de Chivenor (Braunton) | Parámetros climáticos promedio de estación de Chivenor (Braunton) | Parámetros climáticos promedio de estación de Chivenor (Braunton) | Parámetros climáticos promedio de estación de Chivenor (Braunton) | Parámetros climáticos promedio de estación de Chivenor (Braunton) | Parámetros climáticos promedio de estación de Chivenor (Braunton) | Parámetros climáticos promedio de estación de Chivenor (Braunton) | Parámetros climáticos promedio de estación de Chivenor (Braunton) | Parámetros climáticos promedio de estación de Chivenor (Braunton) |
| Mes                                                               | Ene.                                                              | Feb.                                                              | Mar.                                                              | Abr.                                                              | May.                                                              | Jun.                                                              | Jul.                                                              | Ago.                                                              | Sep.                                                              | Oct.                                                              | Nov.                                                              | Dic.                                                              | Anual                                                             |
| ----------------------------------------------------------------- | ----------------------------------------------------------------- | ----------------------------------------------------------------- | ----------------------------------------------------------------- | ----------------------------------------------------------------- | ----------------------------------------------------------------- | ----------------------------------------------------------------- | ----------------------------------------------------------------- | ----------------------------------------------------------------- | ----------------------------------------------------------------- | ----------------------------------------------------------------- | ----------------------------------------------------------------- | ----------------------------------------------------------------- | ----------------------------------------------------------------- |
| Temp. máx. media (°C)                                             | 8.9                                                               | 9.0                                                               | 10.9                                                              | 13.2                                                              | 16.4                                                              | 18.7                                                              | 20.6                                                              | 20.5                                                              | 18.6                                                              | 15.2                                                              | 11.8                                                              | 9.4                                                               | 14.5                                                              |
| Temp. mín. media (°C)                                             | 3.3                                                               | 3.0                                                               | 4.5                                                               | 5.5                                                               | 8.4                                                               | 11.1                                                              | 13.2                                                              | 13.2                                                              | 11.3                                                              | 8.9                                                               | 5.8                                                               | 3.7                                                               | 7.7                                                               |
| Lluvias (mm)                                                      | 86.7                                                              | 64.0                                                              | 61.8                                                              | 55.7                                                              | 57.1                                                              | 61.8                                                              | 68.4                                                              | 69.5                                                              | 71.2                                                              | 110.6                                                             | 102.2                                                             | 101.1                                                             | 910.1                                                             |
| Días de lluvias (≥ 1.0 mm)                                        | 14.5                                                              | 11.2                                                              | 12.5                                                              | 10.6                                                              | 9.9                                                               | 9.4                                                               | 9.8                                                               | 11.1                                                              | 11.4                                                              | 15.6                                                              | 15.9                                                              | 14.8                                                              | 146.7                                                             |
| Horas de sol                                                      | 61.0                                                              | 79.6                                                              | 128.0                                                             | 187.5                                                             | 216.0                                                             | 205.1                                                             | 199.8                                                             | 189.3                                                             | 149.9                                                             | 106.5                                                             | 66.5                                                              | 51.5                                                              | 1640.6                                                            |
| Fuente: MetOffice (valores para el periodo 1981 a 2010)           |                                                                   |                                                                   |                                                                   |                                                                   |                                                                   |                                                                   |                                                                   |                                                                   |                                                                   |                                                                   |                                                                   |                                                                   |                                                                   |

## Población

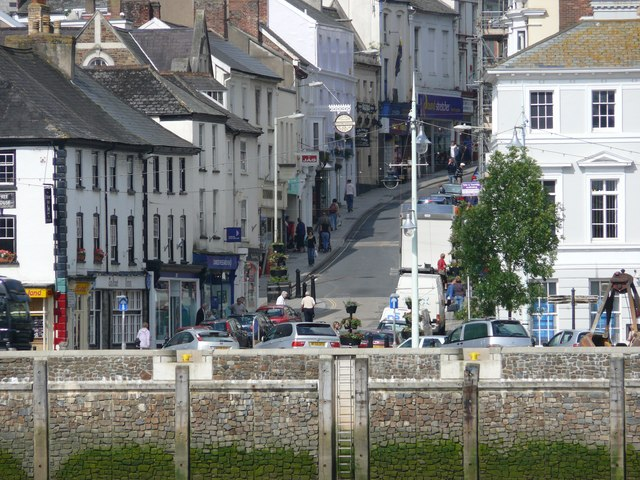
High Street en Bideford.

En la localidad viven 16 610 personas de las cuales 8133 son hombres y 8477 mujeres. La edad media es de 40 años, en línea con el total de Inglaterra donde son 39 años. La mayor parte de la población, el 97% sus habitantes, son nacidos en el Reino Unido; un nivel superior al del resto de Inglaterra donde suponen el 86%.
9046 (57%) personas se declaran cristianas, menor porcentaje que el nacional (59%). Como no seguidoras de ninguna religión se declaran 5582 (34%) personas, mayor porcentaje que el total inglés (25%).
Existen 7364 familias de las que 4519 (61%) son matrimonios o parejas de hecho y 2452 (33%) monoparentales; algo que resulta similar al resto del país donde los porcentajes son el 62% y 30% respectivamente.
Respecto a la actividad de los habitantes de Bideford se daban las siguientes cifras en el censo de 2011:
| Ocupación de los habitantes de Bideford en 2011 | |                        |                                   |                                                    |                                   |
| Grupo de población                              | Grupo de población                                                                                          | Bideford               | Bideford                          | Inglaterra                                         | Inglaterra                        |
| Residentes habituales (entre 16 y 74 años)      | Residentes habituales (entre 16 y 74 años)                                                                  | 12 046                 |                                   | 38 881 374                                         |                                   |
| Económicamente activos                          | Económicamente activos                                                                                      | 8301                   | 68,9 %                            | 27 183 134                                         | 69,9 %                            |
|                                                 | Empleados a tiempo parcial Empleados a tiempo completo Autónomos Desempleados Estudiantes a tiempo completo | 2010 4354 1110 575 252 | 24,2 % 52,5 % 13,4 % 6,9 % 3,0 %  | 5 333 268 15 016 564 3 793 632 1 702 847 1 336 823 | 19,6 % 55,2 % 14,0 % 6,3 % 4,9 %  |
| Económicamente inactivos                        | Económicamente inactivos                                                                                    | 3745                   | 31,1 %                            | 11 698 240                                         | 30,1 %                            |
|                                                 | Jubilados Estudiantes Buscando hogar o familia Impedidos y enfermos de larga duración Otras personas        | 1861 446 570 637 231   | 49,7 % 11,9 % 15,2 % 17,0 % 6,2 % | 5 320 691 2 255 831 1 695 134 1 574 134 852 450    | 45,5 % 19,3 % 14,5 % 13,5 % 7,3 % |

## Comunicaciones

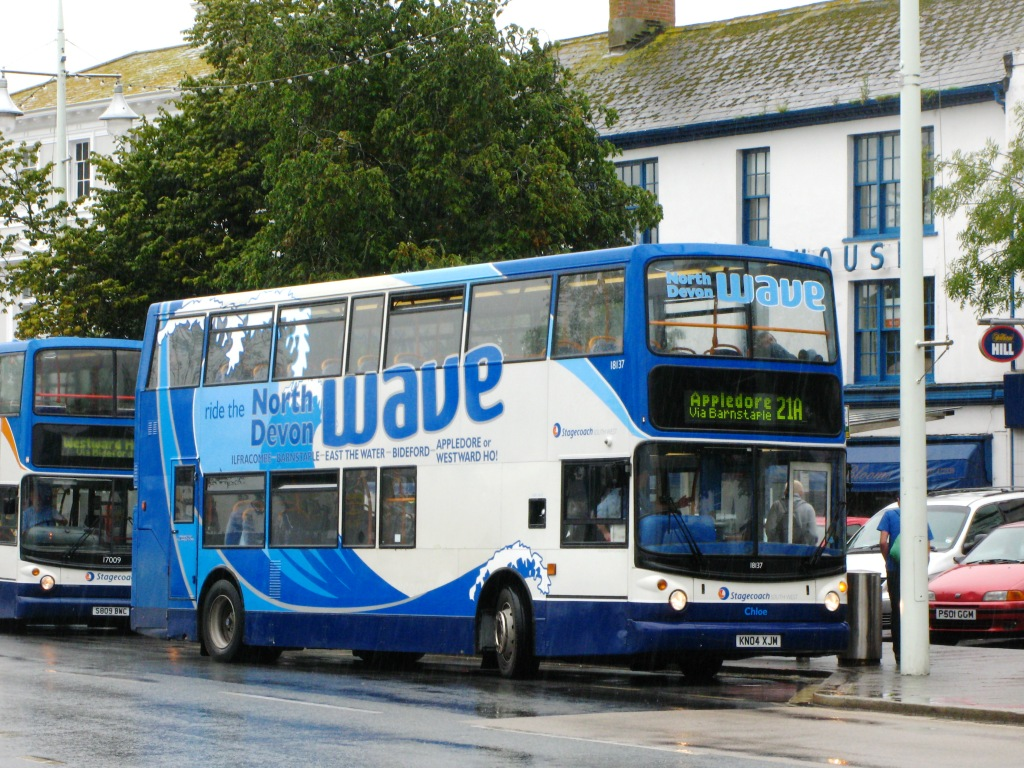
Estación de autobuses en Bideford.

Bideford está atravesada por la carretera A386, la cual recorre el condado de Devon desde la costa norte (Appledore) hasta la sur (Plymouth). Esta vía le permite conectar con la carretera A39 que pasa por el norte de la localidad y recorre la península de Cornualles de este a oeste.
No tiene comunicación por tren. La estación más cercana se sitúa en Barnstaple a 16 km al noreste. En la estación de Bideford Quay parten autobuses que la comunican con esa localidad y un buen número de otras en el norte de Devon.

## Economía

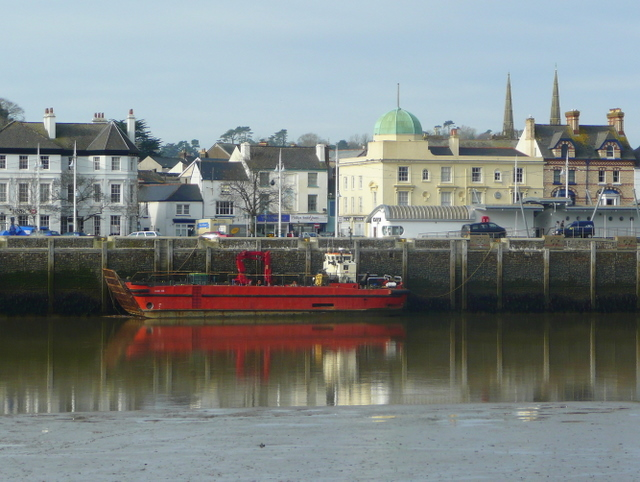
Barco en el muelle de Bideford.

El principal sector de empleo en la localidad es el comercio al detalle, seguido por la industria manufacturera y las actividades sanitarias o sociales.
En Bideford destaca su puerto especializado en cargas de granel. Este puerto también posibilita la existencia de una pequeña industria pesquera así como pequeños cruceros de ocio.
En la parte central de la ciudad se encuentra un buen número de tiendas así como de establecimientos hosteleros ente los que destaca el antiguo Pannier Market, remodelado en 1993 y que alberga comercios a la vez que se organizan actividades de ocio.
El sector turístico es también muy notable con un variada oferta que incluye áreas naturales, actividades náuticas, parques de atracciones o uno de los más antiguos campos de golf del país creado en 1864.

## Infraestructuras sociales

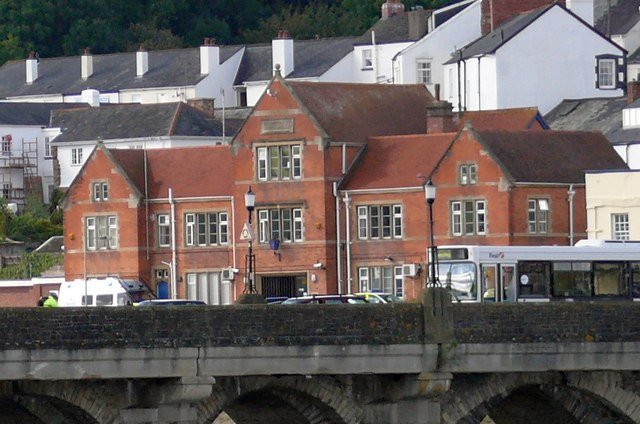
Cuartel de policía en Bideford.

La localidad cuenta con una oferta educativa muy completa que abarca desde la educación maternal hasta la educación secundaria.
En el ámbito sanitario, tiene un hospital que ofrece una amplia gama de servicios.
En Bideford existen dos comisarías de policía situadas en cada una de las dos partes de la ciudad separadas por el río.
También tiene un parque de bomberos con 20 efectivos.
En el ámbito deportivo, además del club de golf mencionado anteriormente, la localidad dispone de un club de fútbol, el Bideford A.F.C., con secciones masculina, femenina y juvenil. Los entrenamientos y partidos tienen lugar en su estadio de fútbol con capacidad para 6000 espectadores. También existe un club de gimnasia —el North Devon Display Gimnastics Club— con secciones masculina y femenina de un amplio abanico de edades.

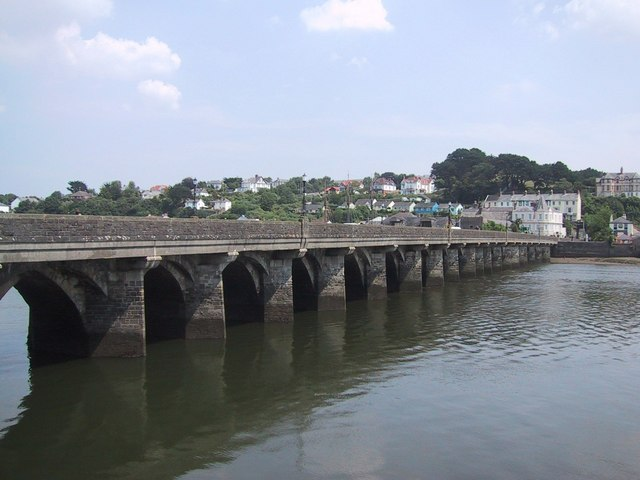
Puente de Bideford.

Los actos religiosos cristianos tienen lugar en varias iglesias locales que cubren varias confesiones, entre ellas, anglicana, católica o metodista. El templo principal de la ciudad es la iglesia de St. Mary perteneciente a la Iglesia de Inglaterra.

## Construcciones destacadas
Bideford es una localidad muy bien conservada y un buen número de sus edificios —unos 262— están catalogados en varios niveles de importancia. La tipología de las construcciones es diversa: desde la iglesia local hasta típicas granjas en el campo. Destacan entre ellas el puente que cruza el río así como el Royal Hotel, las únicas incluidas dentro del «Grado I».